# Ruslan Ausjev
Ruslan Sultanovitj Ausjev (ingusjisk: Руслáн Султáна Óвшанаькъáн tr. Ruslan Sultana Ovsjanakhan ; russisk: Руслан Султанович Аушев tr. Ruslan Sultanovitj Ausjev ; født 29. oktober 1954 i Volodarskoje, Kasakhstan) var Ingusjiens præsident fra marts 1993 til december 2001. Han er modtager af hædersmærket Sovjetunionens helt fra 7. maj 1982.
Ruslan Sultanovitj startede sin militærkarriere i 1971. Efter tre år på Frunse militærakademi (russisk: Военная академия им. М. В. Фрунзе) vendte han tilbage til Sovjetunionens krig i Afghanistan, hvor han var leder for en regiment, og blev såret den 16. oktober 1986. Senere vandt han sæde i det sovjetiske parlament, hvor han var medlem i komiteen til håndtering af militære spørgsmål. I november 1992 blev han udnævnt til at lede den midlertidige administration i Ingusjien. En position han imidlertid opsagde kun to måneder senere, da han valgte selv at opstille til det ingusjiske præsidentembede. Ved præsidentvalget den 28. februar 1993 vandt han en overvældende sejr, med over 99,99% af vælgerne – givetvis hjulpet på vej af at han var den eneste kandidat. To år senere blev han genvalgt. Samtidigt med den første præsidentperiode blev han i december 1993 valgt til Ruslands føderale råd, hvor han sad indtil april 2003.
Ruslan Sultanovitj deltog i forhandlingerne med terroristerne der havde angrebet en skole i Beslan og taget omkring 1.300 børn og voksne gidsler. Det lykkedes her Ruslan Sultanovitj at overtale gidselstagerne til at befri 26 gidsler; 11 ammende mødre og 15 børn.

## Eksterne henvendelser
- Ingusjiens første præsident. Ruslan Ausjevs internetside (russisk)
- Biography (russisk)
- Ruslan Ausjev: Russia's Champion At Getting Out The Vote by Laura Belin Arkiveret 30. september 2004 hos  Wayback Machine, Radio Free Europe. (engelsk)